# 中国における労働争議
中国における労働争議（ちゅうごくにおけるろうどうそうぎ）においては、中国における労働争議の沿革と現状について説明する。

## 背景と沿革
国有企業が計画経済体制のもとで活動していた1970年代まで、労働者の就業は基本的に国によって保障され、失業者は存在しないものとされており、実際には失業状態にある者も存在したが、そうした状況は一時的なものとみなされ、彼らは「失業者」ではなく、「待業者」と呼ばれた。国は労働者に職場を保障しなければならなかったが、労働者にとっては、職場は国によって与えられるものであり、職業を選択する自由は与えられていなかった。1978年の中共11期三中全会で「改革開放」路線が打ち出され、市場経済への移行が進むにともない、このような関係は急速に解消され、国有企業に解雇権が与えられる一方、労働者にも職業選択の自由が与えられ、労働力市場が形成されることになった。これにより国有企業は終身雇用制から転換して、労働契約制に移行することになった。国有企業に労働契約が初めて導入されたのは、1986年の国営企業労働契約制実施暫定規則によってである。しかしこの段階では、まだ多くの企業は終身雇用制を基本としており、労働契約は部分的にしか導入されなかった。しかし1993年の中華人民共和国公司法の制定により国有企業が株式会社に移行し始めたこと、1994年の中華人民共和国労働法の制定により労働契約制への全面的な移行を促したことにより、労働契約は急速に普及した。労働契約の普及は、多様な雇用形態を生み出し、安価な賃金を前提とする労働力市場の拡大が中国経済の拡大を支えるという構図を確立する一方、安価な労働力を確保する必要性が、労働者の権利をなおざりにする傾向を助長した。貧しい農村地域から、賃金収入を求めて大量の労働者が都市へ流入したが、都市戸籍を得られない「農民工」の多くは、二級市民として差別され、貧困から抜け出せない生活を余儀なくされた。労働契約制度に伴う雇用形態の多様化が、かえって労働者の権利を弱める効果をもたらした問題に対応するため、ようやく2007年になって中華人民共和国労働契約法が制定された。同法の起草にあっては、労働者の権利を強化することは、企業経営を圧迫する要因となりかねず、経済の発展にとって好ましくないとする意見も少なからずあったが、上述の経緯を踏まえて、労働契約法は労働者の権利保護に重点を置き、労働力の使い捨てを厳しく制限した。

## 労働争議の発生
労働契約法の制定を契機に高まった労働者の権利意識は、安価な賃金に対する不満を梃子にして、より強硬な労使交渉を生み出すようになった。中国経済の急成長がインフレを促し、近年は物価が急上昇して市民生活を脅かすようになっていたことも、低賃金に対する不満を増大させた。1993年に最低賃金が法律で定められるようになったが、実際には機能していなかった。そこで政府は2006年に賃金制度改革に着手し、2010年になってからは、賃金条例の制定を視野に入れて、各省ごとに大胆な最低賃金の引き上げを始めた。年率平均で約20パーセント、5年間で賃金を倍増させる計画である。しかし国有企業では、こうした政府の方針が比較的早くから浸透したが、非国有企業では引き上げ幅の大きさに対しての抵抗も強く、一部の非国有企業なかでも外資系企業等で、労働者による大規模なストライキが発生する事態が生じた。かつては、外資系企業の賃金水準が国有企業よりも高いことが常識とされたが、国有企業が大幅な賃金の引き上げを実施した結果、逆転現象が現れるようになり、そのことが外資系企業の労働者を強硬な抗議活動へと導いた。

## 中国における労働争議とストライキ権
中国において生産等の事業を行っている外資系企業を悩ませる問題の1つにストライキがある。とくに2010年ごろ、中国の全国各地の外資系企業を含む多くの企業で立て続けにストライキないし操業停止が起こり注目された。そのなかには、広東省広州市にあるホンダの自動車部品製造子会社における操業停止（南海本田ストライキ事件）も含まれていた。中華人民共和国憲法下において、ストライキ権は認められているかは争いがある。1975年制定の憲法と1978年制定の憲法においては、明文でストライキ権を認めていたのに対し、1982年制定の現行憲法においては、1954年制定の憲法にならって、ストライキ権を労働者の権利から削除してしまったからである。ストライキ権否定説からは、社会主義社会の国有企業は労働者のものであり、労働者が主人公であるから、ストライキをする必要はないと主張する。仮にストライキを必要とするなら、それは企業経営を指導する中国共産党が、労働者の立場に立っていないということを認めることになり、党の指導を前提とする制度全体が否定されることになる。しかし計画経済の時代と異なり、市場経済化が進んだ今日では、たとえ国有企業でもやはりその実態は、経営者と従業員に分かれており、労働者は経営者であるという理屈だけでは、現状に対応できなくなっている。労働契約制度のもとでは、形式的にも契約に基づいて雇用されている労働者の立場が明確にされており、すでに労使関係が対立軸において捉えられるようになっている。ストライキ権肯定説は、憲法は明文で認めていないとは言え、禁止しているわけではない、と主張する。実体法上の根拠を、労働組合法第27条が労働者の権利として操業停止（「停工」）を認めており、ストライキ権（「罷工」）と同じ意味であると解する説もある。そのため、ストライキ権を行使する労働者は、それが違法であることを理由に処分されることを恐れ「停工」と表現するのに対し、これを報道するメディア等は「罷工」と表現するという矛盾した事態も生じている。